# Tulva
Tulva è il secondo album in studio della cantante finlandese Vilma Alina, pubblicato il 1º marzo 2019 su etichetta discografica Universal Music Finland.

## Tracce
1. Paljain jaloin – 3:35 (Vilma Alina Lähteenmäki, Ilkka Wirtanen)
2. Voimaeläin (feat. Gasellit) – 3:23 (Vilma Alina Lähteenmäki, Ilkka Wirtanen, Tuomas Pietikäinen, Miikka Niiranen, Pekka Salminen)
3. Kaduttaaks jo? – 3:33 (Vilma Alina Lähteenmäki, Ilkka Wirtanen)
4. Kukkakaupan poika – 3:52 (Vilma Alina Lähteenmäki, Ilkka Wirtanen)
5. Tänään ei nukuta – 3:42 (Vilma Alina Lähteenmäki, Ilkka Wirtanen)
6. Tulva – 3:13 (Vilma Alina Lähteenmäki, Ilkka Wirtanen)
7. Palasina – 3:34 (Vilma Alina Lähteenmäki, Ilkka Wirtanen)
8. Ballerina – 3:45 (Vilma Alina Lähteenmäki, Ilkka Wirtanen)
9. Mä opin parhaalta – 3:59 (Vilma Alina Lähteenmäki, Ilkka Wirtanen)
10. Syliin (feat. Jon-Jon) – 3:29 (Vilma Alina Lähteenmäki, Ilkka Wirtanen, Jon-Jon Geitel)
11. Melkein ku uus – 3:52 (Vilma Alina Lähteenmäki, Ilkka Wirtanen)
12. Tanssii susien kaa – 3:23 (Vilma Alina Lähteenmäki, Ilkka Wirtanen, Kyösti Salokorpi)

## Classifiche
| Classifica (2019) | Posizione massima |
| ----------------- | ----------------- |
| Finlandia         | 13                |